# Помясло
Помясло (словац. Pomiaslo) — річка в Словаччині, ліва притока Слатини, протікає в окрузі Зволен.
Довжина приблизно 8.4-9.2 км. Витік знаходиться в масиві Явор'є на схилі гори Ломне — на висоті близько 660 метрів. Протікає територією міста Зволен.
Впадає у Слатину на висоті приблизно 310—315 метрів.